# Kwestia rozmiaru
Kwestia rozmiaru (hebr. ‏סיפור גדול‎, ang. A Matter of Size) – izraelsko-francusko-niemiecka komedia z 2009 roku w reżyserii Sharon Maymon i Ereza Tadmora.

## Fabuła
Izrael. Zakompleksiony kucharz Herzl (Icik Kohen) przez tuszę stracił pracę. Teraz zmywa naczynia w restauracji sushi. Jej menedżerem jest Kitano, były sędzia sumo. Herzl prosi, by udzielił jemu i jego kolegom kilku lekcji. Ma nadzieję, że zajęcia pozwolą im przezwyciężyć kompleksy i uwierzyć w siebie.

## Obsada
- Icik Kohen jako Herzl
- Dewir Benedek jako Aharon
- Alon Dahan jako Gidi
- Szemulik Kohen jako Sami
- Irit Kaplan jako Zehawa
- Togo Igawa jako Kitano